# Biblioteka Watykańska

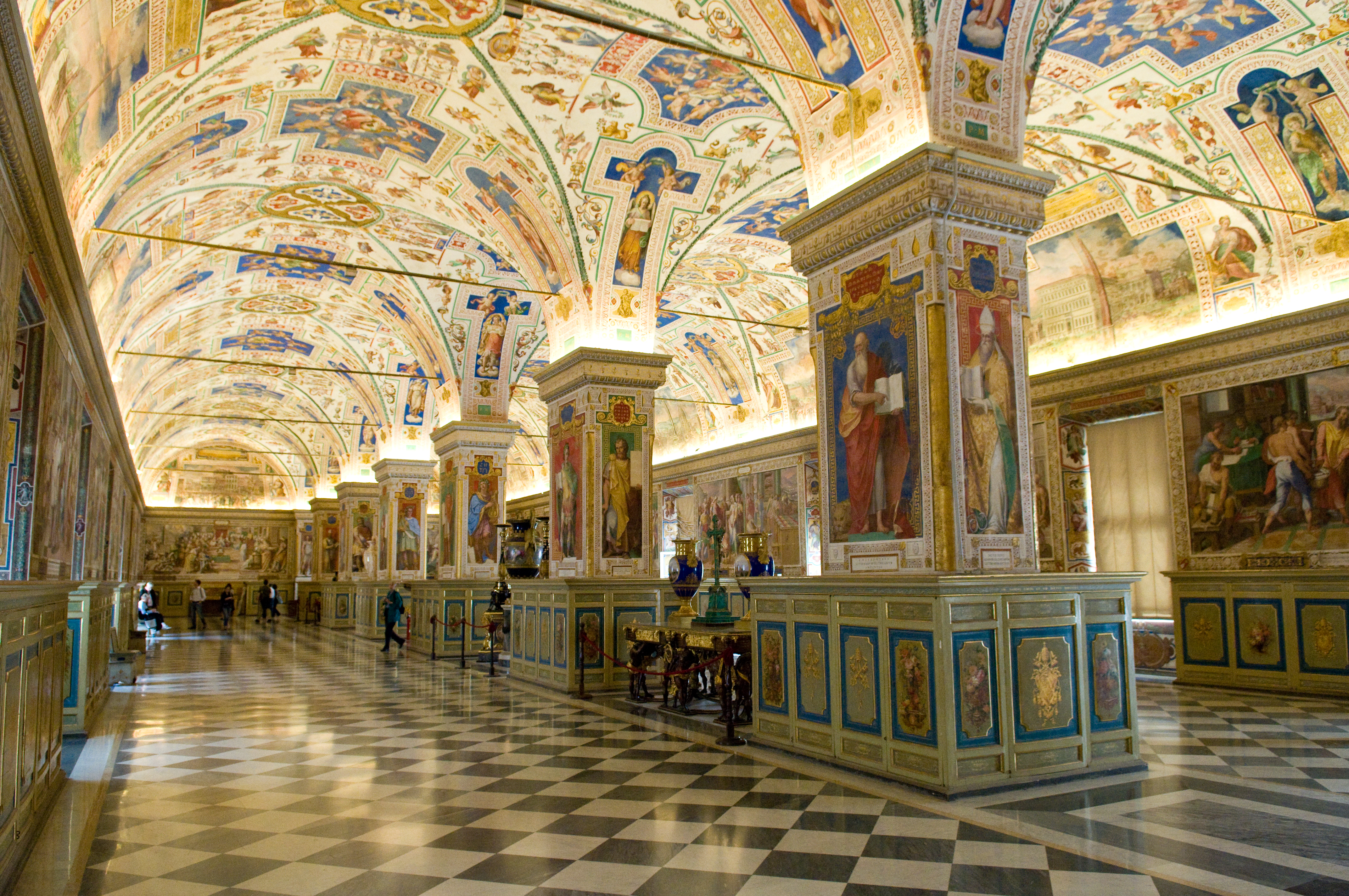
Hal Sykstyński w Bibliotece Watykańskiej

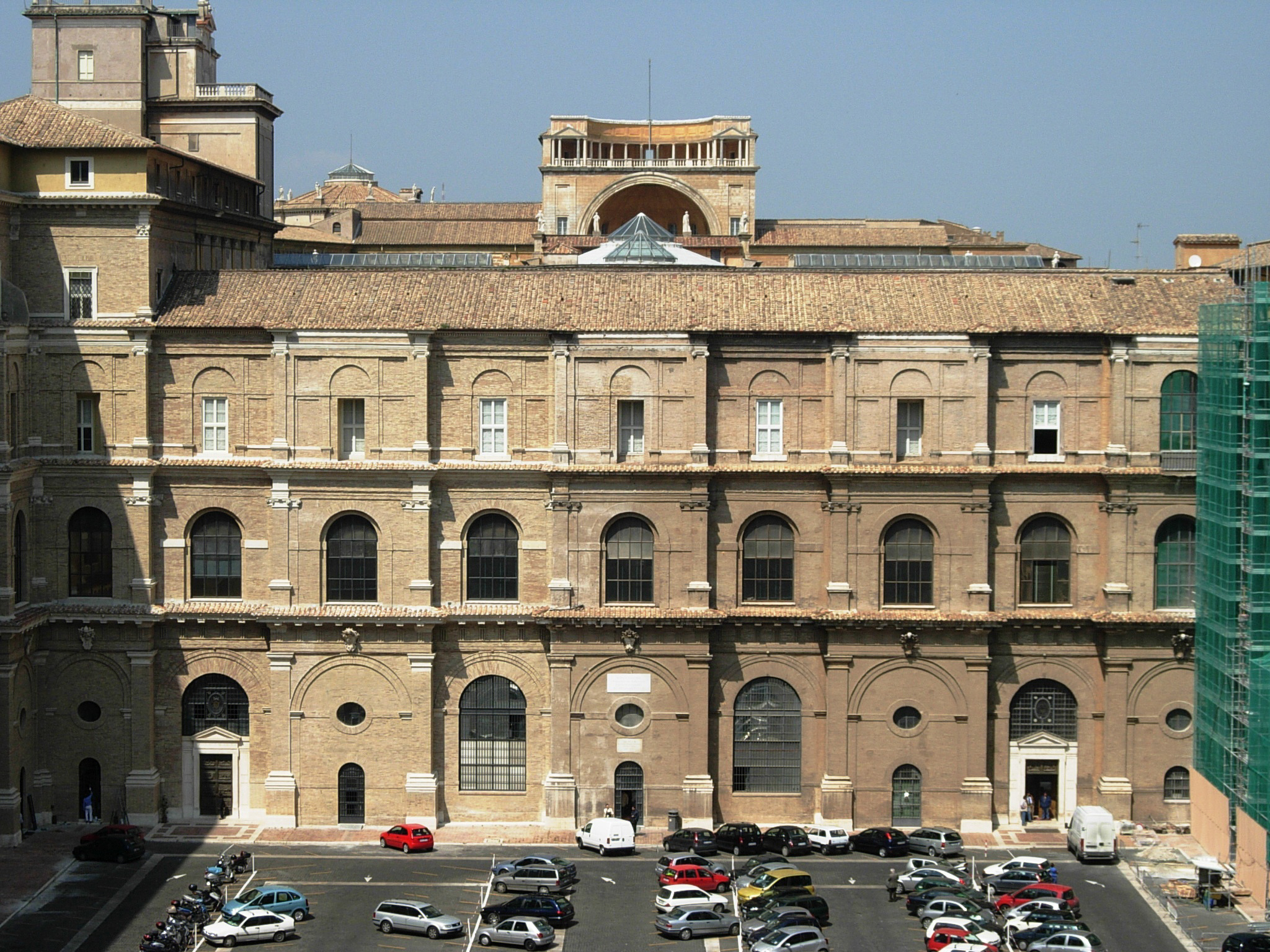
Budynek biblioteki

Biblioteka Watykańska (Bibliotheca Apostolica Vaticana) – biblioteka znajdująca się na terenie państwa Watykan. Jedna z najstarszych i najbardziej znanych bibliotek.
Założona w 1448 przez papieża Mikołaja V jako publiczna biblioteka miasta Rzymu i początkowo zbiory zawierały 350 greckich, łacińskich i hebrajskich woluminów. Zbiory rosły w szybkim tempie – 1455 – 1200 woluminów, 1481 – 3500 woluminów, 1990 – 1,3 mln woluminów
Dzisiaj biblioteka przechowuje 75 000 manuskryptów i ponad 1,1 miliona drukowanych książek, w tym 8500 inkunabułów. Ponadto w Apostolskim Archiwum Watykańskim przechowywane jest 150 000 pozycji.
Biblioteka Watykańska jest biblioteką naukową w zakresie historii, prawa, filozofii, nauki i teologii, otwarta dla każdego kto potwierdzi swoje kwalifikacje i uzasadni cel ubiegania się o dostęp do zasobów biblioteki. Fotokopie stron książek z okresu 1801-1990 można zamówić osobiście lub poprzez pocztę elektroniczną.
Biblioteka Watykańska udostępniła też w Internecie kilkaset tysięcy historycznych wolumenów. System komputerowy, stworzony przez firmę Hewlett-Packard, od 2000 jest wykorzystywany do digitalizacji i katalogowania zbiorów – opisów książek, periodyków, druków, ilustracji, rysunków, fotografii, monet, medali, nut, nagrań i płyt CD-ROM – łącznie około 700 tysięcy wpisów bibliograficznych.

## Historia
Stolica Apostolska gromadziła archiwa i księgi od wczesnych wieków chrześcijaństwa zwane Scrinium Sanctum , zbiory te jednak były rozproszone i brakowało im charakteru stałej, publicznej instytucji. Przemieszczanie się dworu papieskiego oraz okres niewoli awiniońskiej (XIV w.) dodatkowo przyczyniły się do rozproszenia i utraty części zasobów. Za oficjalnego założyciela Biblioteki Watykańskiej uważany jest papież Mikołaj V. W 1448 roku podjął on decyzję o utworzeniu w Pałacu Watykańskim stałej biblioteki, mającej służyć jako instytucja publiczna dostępna dla uczonych (zgodnie z łacińską dewizą pro communi doctorum virorum commodo – dla wspólnego pożytku mężów uczonych). Mikołaj V podczas swojego pontyfikatu powiększał zbiory poprzez zakupy i zlecenia kopii manuskryptów, zwłaszcza greckich. Pierwsze zbiory zawierały około 350 greckich, łacińskich i hebrajskich woluminów.
Papież Sykstus IV wyznaczył stałą siedzibę na parterze Pałacu Watykańskiego, w czterech salach ozdobionych freskami przez takich artystów jak Melozzo da Forlì i bracia Ghirlandaio. Co najważniejsze, 15 czerwca 1475 roku wydał bullę Ad decorem militantis Ecclesiae, która formalnie ustanawiała Bibliotekę Watykańską jako instytucję, nadając jej personel z Bibliotekarzem Świętego Kościoła Rzymskiego na czele, regulamin oraz stałe fundusze. Pierwszym oficjalnie mianowanym Bibliotekarzem został humanista Bartolomeo Platina. Za czasów Sykstusa IV zbiory wzrosły do ponad 3500 manuskryptów, skatalogowanych przez Platinę.
W 1587 roku, ze względu na stale rosnące zbiory biblioteki, papież Sykstus V zlecił architektowi Domenico Fontanie budowę nowej, większej siedziby. Wzniesiony w latach 1587–1588 budynek przeciął Dziedziniec Belwederski i do dziś mieści główne sale Biblioteki. W XVII i XVIII wieku Biblioteka znacząco wzbogaciła swoje zbiory poprzez przejęcie wielu cennych kolekcji prywatnych i książęcych, takich jak:
- 1623 – Biblioteka Palatyńska z Heidelbergu;
- 1657 – Biblioteka książąt Urbino;
- 1689 – zbiory królowej Krystyny Szwedzkiej;
- 1746 – kolekcja rodziny Capponi[2];
- 1748 – zbiory kardynała Pietro Ottoboniego[2];
- 1855 i 1891 – kolekcje rodziny Borgiów;
- 1902 – zbiory rodzin Barberini i Borgiani;
- 1921 – kolekcja rodziny Rossiani;
- 1945 – kolekcja rodziny Patetta.

W 1900 papież Leon XIII rozpoczyna modernizację biblioteki i proces udostępnienia zasobów biblioteki.

## Kierownictwo
Na czele Biblioteki Watykańskiej stoi Bibliotekarz Świętego Kościoła Rzymskiego. Urząd ten łączony jest tradycyjnie z funkcją Archiwisty Świętego Kościoła Rzymskiego. Obecnie urzędy te pełni arcybiskup Giovanni Cesare Pagazzi. W pracy pomaga mu prefekt biblioteki, którym obecnie jest ks. Mauro Mantovani oraz wiceprefekt ks. Giacomo Cardinali.

### Bibliotekarze Świętego Kościoła Rzymskiego
| Bibliotekarz                 | Lata życia    | Tytuł                   | Czas urzędowania                                                                                           |
| ---------------------------- | ------------- | ----------------------- | --- |
| Marcello Cervini             | 1501–1555     | Bibliothecarius I       | 24 maja 1550(dts)–9 kwietnia 1555(dts)                                                                     |
| Roberto de’ Nobili           | 1541–1559     | Bibliothecarius II      | 1555–18 stycznia 1559(dts)                                                                                 |
| Alfonso Carafa               | 1540–1565     | Bibliothecarius III     | 1559–29 sierpnia 1565(dts)                                                                                 |
| Marco Antonio Amulio         | 1506–1572     | Bibliothecarius IV      | 1565–17 marca 1572(dts)                                                                                    |
| Guglielmo Sirleto            | 1514–1585     | Bibliothecarius V       | 18 marca 1572(dts)–16 października 1585(dts)                                                               |
| Antonio Carafa               | 1538–1591     | Bibliothecarius VI      | 16 października 1585(dts)–13 stycznia 1591(dts)                                                            |
| Marcantonio Colonna          | 1523 ok.–1597 | Bibliothecarius VII     | 1591–13 marca 1597(dts)                                                                                    |
| Cesare Baronio               | 1538–1607     | Bibliothecarius VIII    | 1597–30 czerwca 1607(dts)                                                                                  |
| Ludovico de Torres           | 1552–1609     | Bibliothecarius IX      | 4 lipca 1607(dts)–8 lipca 1609(dts)                                                                        |
| Scipione Borghese Caffarelli | 1576–1633     | Bibliothecarius X       | 11 lipca 1609(dts)–17 lutego 1618(dts)                                                                     |
| Scipione Cobelluzzi          | 1564–1626     | Bibliothecarius XI      | 17 lutego 1618(dts)–29 czerwca 1626(dts)                                                                   |
| Francesco Barberini          | 1597–1679     | Bibliothecarius XII     | 1 lipca 1626(dts)–13 grudnia 1633(dts)                                                                     |
| Antonio Marcello Barberini   | 1569–1646     | Bibliothecarius XIII    | 13 grudnia 1633(dts)–11 września 1646(dts)                                                                 |
| Orazio Giustiniani           | 1580–1649     | Bibliothecarius XIV     | 25 września 1646(dts)–25 lipca 1649(dts)                                                                   |
| Luigi Capponi                | 1583–1659     | Bibliothecarius XV      | 4 sierpnia 1649(dts)–6 kwietnia 1659(dts)                                                                  |
| Flavio Chigi                 | 1631–1693     | Bibliothecarius XVI     | 21 czerwca 1659(dts)–19 września 1681(dts)                                                                 |
| Lorenzo Brancati             | 1612–1693     | Bibliothecarius XVII    | 19 września 1681(dts)–30 listopada 1693(dts)                                                               |
| Girolamo Casanate            | 1620–1700     | Bibliothecarius XVIII   | 2 grudnia 1693(dts)–3 marca 1700(dts)                                                                      |
| Enrico Noris                 | 1631–1704     | Bibliothecarius XIX     | 26 marca 1700(dts)–23 lutego 1704(dts)                                                                     |
| Benedetto Pamphilj           | 1653–1730     | Bibliothecarius XX      | 26 lutego 1704(dts)–22 marca 1730(dts)                                                                     |
| Angelo Maria Quirini         | 1680–1755     | Bibliothecarius XXI     | 4 września 1730(dts)–6 stycznia 1755(dts)                                                                  |
| Domenico Passionei           | 1682–1761     | Bibliothecarius XXII    | probibliotekarz od 10 lipca 1741(dts); bibliotekarz od 22 stycznia 1755(dts); do 5 lipca 1761(dts)         |
| Alessandro Albani            | 1692–1779     | Bibliothecarius XXIII   | 12 sierpnia 1761(dts)–11 grudnia 1779(dts)                                                                 |
| Francesco Saverio de Zelada  | 1717–1801     | Bibliothecarius XXIV    | 15 grudnia 1779(dts)–29 grudnia 1801(dts)                                                                  |
| Luigi Valenti Gonzaga        | 1725–1808     | Bibliothecarius XXV     | 12 stycznia 1802(dts)–29 grudnia 1808(dts)                                                                 |
| Giulio Maria della Somaglia  | 1744–1830     | Bibliothecarius XXVI    | 1 października 1826(dts)–2 kwietnia 1830(dts)                                                              |
| Giuseppe Albani              | 1750–1834     | Bibliothecarius XXVII   | 23 kwietnia 1830(dts)–3 grudnia 1834(dts)                                                                  |
| Luigi Lambruschini           | 1776–1854     | Bibliothecarius XXVIII  | 11 grudnia 1834(dts)–27 czerwca 1853(dts)                                                                  |
| Angelo Mai                   | 1782–1854     | Bibliothecarius XXIX    | 27 czerwca 1853(dts)–9 września 1854(dts)                                                                  |
| Antonio Tosti                | 1776–1866     | Bibliothecarius XXX     | 13 stycznia 1860(dts)–20 marca 1866(dts)                                                                   |
| Jean Baptiste François Pitra | 1812–1889     | Bibliothecarius XXXI    | 19 stycznia 1869(dts)–9 lutego 1889(dts)                                                                   |
| Placido Maria Schiaffino     | 1829–1889     | Bibliothecarius XXXII   | 20 lutego 1889(dts)–23 września 1889(dts)                                                                  |
| Alfonso Capecelatro          | 1824–1912     | Bibliothecarius XXXIII  | 29 sierpnia 1890(dts)–14 listopada 1912(dts)                                                               |
| Mariano Rampolla del Tindaro | 1843–1913     | Bibliothecarius XXXIV   | 26 listopada 1912(dts)–16 grudnia 1913(dts)                                                                |
| Francesco di Paola Cassetta  | 1841–1919     | Bibliothecarius XXXV    | 3 stycznia 1914(dts)–23 marca 1919(dts)                                                                    |
| Aidan [Francis Neil] Gasquet | 1845–1929     | Bibliothecarius XXXVI   | 9 maja 1919(dts)–5 kwietnia 1929(dts)                                                                      |
| Franziskus Ehrle             | 1845–1934     | Bibliothecarius XXXVII  | 17 kwietnia 1929(dts)–31 marca 1934(dts)                                                                   |
| Giovanni Mercati             | 1866–1957     | Bibliothecarius XXXVIII | 18 czerwca 1936(dts)–23 sierpnia 1957(dts)                                                                 |
| Eugène Tisserant             | 1884–1972     | Bibliothecarius XXXIX   | 14 września 1957(dts)–27 marca 1971(dts)                                                                   |
| Antonio Samorè               | 1905–1983     | Bibliothecarius XL      | 25 stycznia 1974(dts)–3 lutego 1983(dts)                                                                   |
| Alfons Maria Stickler        | 1910–2007     | Bibliothecarius XLI     | probibliotekarz od 7 września 1983(dts); bibliotekarz od 27 maja 1985(dts); do 1 lipca 1988(dts)           |
| Antonio María Javierre Ortas | 1921–2007     | Bibliothecarius XLII    | 1 lipca 1988(dts)–24 stycznia 1992(dts)                                                                    |
| Luigi Poggi                  | 1917–2010     | Bibliothecarius XLIII   | probibliotekarz od 9 kwietnia 1992(dts); bibliotekarz od 29 listopada 1994(dts); do 25 listopada 1997(dts) |
| Jorge María Mejía            | 1923–2014     | Bibliothecarius XLIV    | 7 marca 1998(dts)–24 listopada 2003(dts)                                                                   |
| Jean-Louis Tauran            | 1943–2018     | Bibliothecarius XLV     | 24 listopada 2003(dts)–25 czerwca 2007(dts)                                                                |
| Raffaele Farina              | 1933          | Bibliothecarius XLVI    | 25 czerwca 2007(dts)–9 czerwca 2012(dts)                                                                   |
| Jean-Louis Bruguès           | 1943          | Bibliothecarius XLVII   | 26 czerwca 2012(dts)–26 czerwca 2018(dts)                                                                  |
| José Tolentino Mendonça      | 1965          | Bibliothecarius XLVIII  | 26 czerwca 2018(dts)–26 września 2022(dts)                                                                 |
| Angelo Vincenzo Zani         | 1950          | Bibliothecarius XLIX    | 26 września 2022(dts)–28 marca 2025(dts)                                                                   |
| Giovanni Cesare Pagazzi      | 1965          | Bibliothecarius XLX     | od 28 marca 2025(dts)                                                                                      |

## Wybrane manuskrypty
W zbiorach biblioteki znajdują się między innymi następujące manuskrypty:
- Kodeks Watykański – rękopis Starego i Nowego Testamentu, jeden z czterech wielkich kodeksów biblijnych.
- Vergilius Vaticanus – pochodzący z końca IV wieku rzymski iluminowany manuskrypt.
- Vergilius Romanus – ilustrowany manuskrypt z V wieku zawierający dzieła Wergiliusza - Eneidę, Georgiki i Bukoliki(inne języki).
- Sakramentarz gelazjański – sakramentarz z V wieku, którego autorstwo przypisywane jest Papieżowi Gelazjuszowi I. Jedna z najstarszych ksiąg liturgicznych chrześcijaństwa.
- Ewangeliarz Barberini – VIII-wieczny ewangeliarz.
- Ewangeliarz z Lorsch – średniowieczna bogato iluminowana księga liturgiczna powstała w ok. 810 roku na dworze Karola Wielkiego.
- Terencjusz Watykański – pochodzący z IX wieku iluminowany manuskrypt, zawierający komedie Terencjusza.
- Zwój Jozuego – datowany na X wiek rękopiśmienny pergaminowy zwój, zawierający tekst starotestamentowej Księgi Jozuego według przekładu Septuaginty.
- Menologium Bazylego II – iluminowany bizantyński manuskrypt pochodzący z X wieku, zawierający menologium sporządzone dla cesarza Bazylego II Bułgarobójcy.
- De arte venandi cum avibus – traktat o sokolnictwie i ptakach autorstwa cesarza Fryderyka II Hohenstaufa z pierwszej połowy XIII wieku.
- Kodeks Borgia – aztecki dokument zawierający obserwacje astronomiczne, teksty magiczne, religijne i ustalenia kalendarza.